# Sveti Petar u Šumi
Gmina Sveti Petar u Šumi (chorw. Općina Sveti Petar u Šumi) – wieś i gmina w Chorwacji, w żupanii istryjskiej. W 2011 roku liczyła 1065 mieszkańców.